# Sabarros
Sabarros ist eine französische Gemeinde mit 33 Einwohnern (Stand 1. Januar 2022) im Département Hautes-Pyrénées in der Region Okzitanien. Sie gehört zum Kanton La Vallée de l’Arros et des Baïses und zum Arrondissement Bagnères-de-Bigorre. 

## Lage
Sie ist umgeben von folgenden Nachbargemeinden:
|                 | Vieuzos                                     |         |
| Tournous-Devant | Kompassrose, die auf Nachbargemeinden zeigt | Caubous |
| Galan           | Recurt                                      |         |

## Bevölkerungsentwicklung
| Jahr                      | 1962 | 1968 | 1975 | 1982 | 1990 | 1999 | 2008 | 2016 |
| ------------------------- | ---- | ---- | ---- | ---- | ---- | ---- | ---- | ---- |
| Einwohner                 | 58   | 59   | 58   | 59   | 49   | 39   | 33   | 34   |
| Quelle: Cassini und INSEE |      |      |      |      |      |      |      |      |